# 서문시장

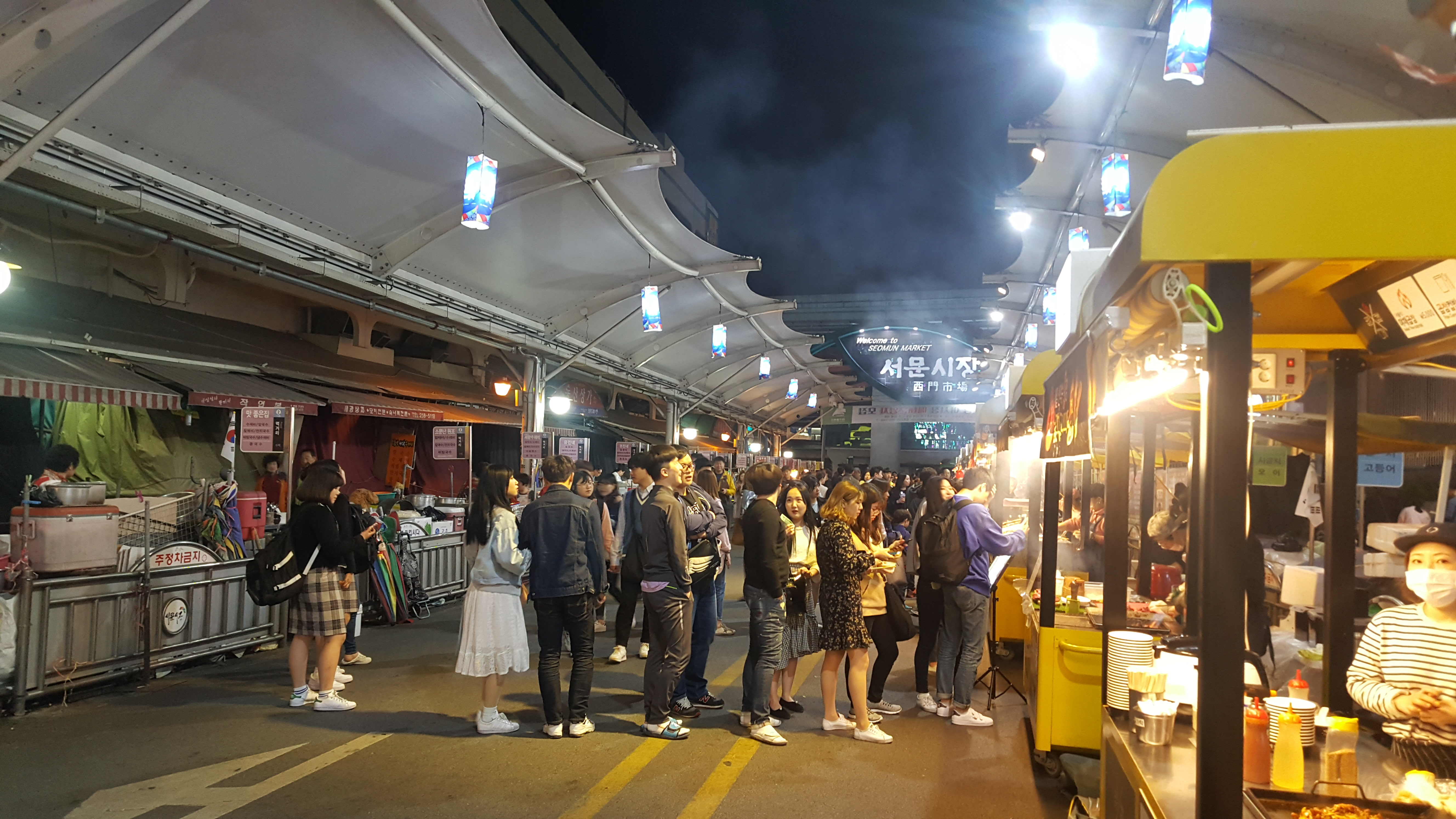
서문시장 야시장

서문시장(西門市場)은 대구광역시 중구 대신동에  재래시장으로, 대구 최대의 재래시장이다. 칠성시장과 함께 대구의 2대 장터를 이루고 있으며, 대구장이라고 불리던 조선 시대부터 서울 시전, 평양장과 더불어 3대 시장으로 발전하여 현재까지 이어오고 있다. 주로 섬유와 직물 품목을 취급하고 있으며, 대구권의 중심 시장 역할을 하고 있다. 6개 지구로 구성되어 있고 지구 내에 4천 여개의 점포가 입주해 있으며, 주위에도 다양한 상권이 발달(동산상가, 건해산물 등)했다.
전기시설의 노후화로, 그 동안 전기 합선 화재 사고가 잦은 시장이다. 1967년, 2005년, 2016년에 각각 세 차례나 각각 2구역과 4구역에서 대화재가 발생하여 대부분이 전소하는 피해를 겪어야 했다.

## 역사
서문시장의 역사는 조선 중기부터 전해져 내려온다. 당시 대구읍성 북문 밖에 시장이 형성되었는데, 현재의 북성로에서 태평로를 통하는 미창골목 언저리로 추정된다. 조선 선조대에는 서울, 평양과 더불어 조선의 3대 시장 중 하나로 발전하였으며, '대구장'으로 불렸다. 조선 현종대에는 낙동강을 이용한 수로교통 및 타지와 연결된 육로교통의 발달로 대구읍성 북문 밖에서 서문 밖 (현재의 동산파출소 언저리로 추정)으로 이전하였다. 동시에 대구신장(동문시장)과 더불어 경상도 상권의 중심을 이루게 되었다. 1770년에는 대구에서만 9개소에서 5일장이 개설되는 호황 속에서 칠곡읍내장과 통합을 이루어, 조선에서 유명한 큰 시장으로 발전했다.
일제강점기였던 1920년 12월 9일에는 천황당지를 매립하여 대구장 자리를 옮겼는데, 그 자리가 지금의 서문시장이 되었다. 1922년 9월 28일에는 공설 시장의 개설이 허가를 받았는데 지금의 1지구, 2지구, 4지구에 해당하는 지역이었다

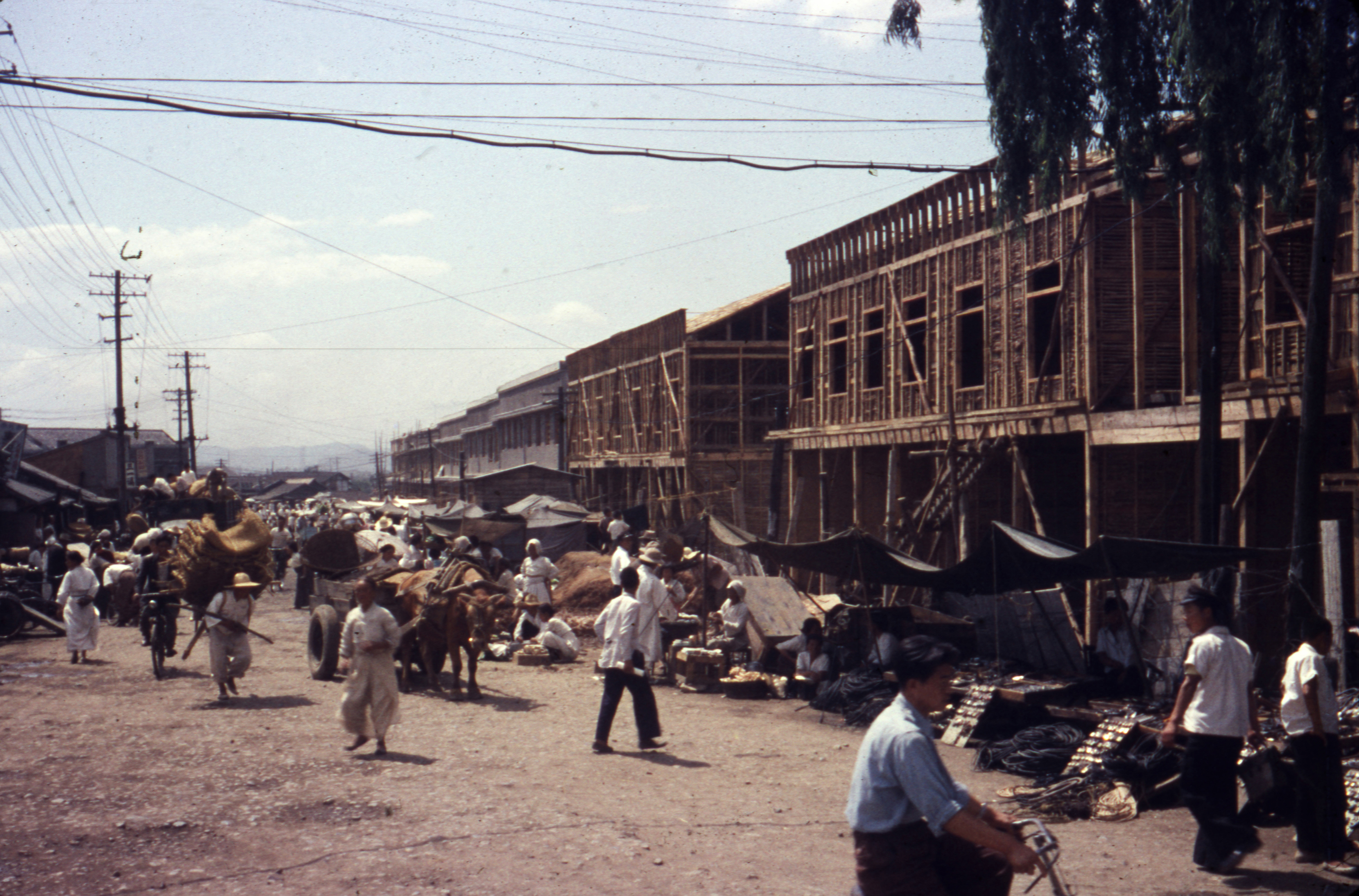
서문시장 상가 신축공사 (1957년)

1969년 8월 23일에는 공설시장을 폐지하고 그 자리에 1970년 10월 23일 서문시장 2지구 시장이 개설되었다. 1973년 1월 23일에 공설시장 일부 (지금의 1지구)가 다시 철거되어 1974년 3월 4일 서문시장 1지구 직물시장이 1층에 개설되었다. 1974년 4월 13일에는 다시 한 번 공설시장이 철거되었고 12월 4일에 그 자리에 4지구 시장이 개설되었으며, 그 사이 10월 7일에는 1지구 포목시장이 개설되었다.
1975년 11월 20일에는 대화재가 발생하여 1지구 2층을 포함한 4지구 전체가 불에 탔다. 이듬해 1976년 3월 11일 재건축 허가를 받고 5월 31일에는 지금의 5지구에 해당하는 공설시장 건축 허가를 받았다. 한달여 후인 6월 5일에는 1지구 2층을 신축 및 재개장하고, 이듬해 1977년 9월 20일에는 5지구를 준공하였다. 같은해 11월 15일에는 공설시장을 폐지하고 다음날 16일에는 4지구가 다시 문을 열었다.
1977년 12월 14일에는 동산상가의 개설이 허가되었고, 같은달 29일에는 5지구 시장이 준공되었다. 2년 후인 1979년 2월 6일에는 동산상가가 개설되어 운영에 들어갔다. 이후 1982년 4월 1일 사설건해산물상가가 개설되면서 지금의 모습을 갖추게 되었다.
2016년 6월 3일에는 상설 야시장을 개장하였으며, 평일과 일요일 오후 7시 반부터 자정까지, 금,토요일은 오후 7시 반부터 새벽 12시 반까지 운영에 들어가게 되었다.
서문시장 야시장은 2017년 문화체육관광부 '한국 관광의 별'로 선정됐고, 2019년 12월까지 3,800만명이 방문했다.
2019년부터 문화체육관광부가 한국관광공사와 공동으로 선정하는 '한국관광 100선'에 매해 빠짐 없이 선정되고 있다.
2024년 9월 서문시장의 한 생선가게에서 길바닥에 버린 얼음 음료 속 남은 얼음을 생선 얼음으로 재활용하는 영상이 퍼져 논란이 되었다. 해당 생선가게 상인은 100만원 상당의 벌금 처분을 받았다.

### 화재
1960년 6월 16일 오후 12시 23분경 화재가 발생하여 43개의 점포가 전소되었다.
1967년 1월 1일 화재가 발생하여 372개의 점포가 전소되었다.
1975년 11월 20일 오후 9시 40분경 화재가 발생하여 4지구의 1, 2층과 1지구의 2층이 전소되었다.
1976년 12월 17일 화재가 발생하여 50개의 점포가 전소되었다.
2005년 12월 29일에는 2지구에서 대화재가 발생하는 사고가 있었다. 서문시장 2지구에서 전기 합선이 발생하여 화재로 번졌다. 피해 규모는 600억 원으로, 이 사고로 2지구가 전소됨에 따라 철거되었고 대체 상가는 구 베네시움 상가와 대영학원 건너편의 구 롯데마트에서 정해졌다.
2016년 11월 30일 오전 2시 8분에 4지구에 화재가 다시 발생하면서 679개 점포가 모두 전소하는 피해를 겪었으며, 진화 후 4지구는 철거됐다. 화재가 발생한 서문시장 4지구는 의류·침구 등 가연성 제품을 취급하는 상가가 대부분이어서 불길이 급속도로 확산됐다. 2017년 3월 3일 4지구 화재로 휴업한 야시장이 다시 문을 열었다. 이 사고 이후 4지구 건물은 E등급을 받은 후, 2017년 1월에 완전히 철거됐다. 대체 상가는 계성초등학교 건너편의 베네시움 건물로 정해졌다.

#### 갤러리

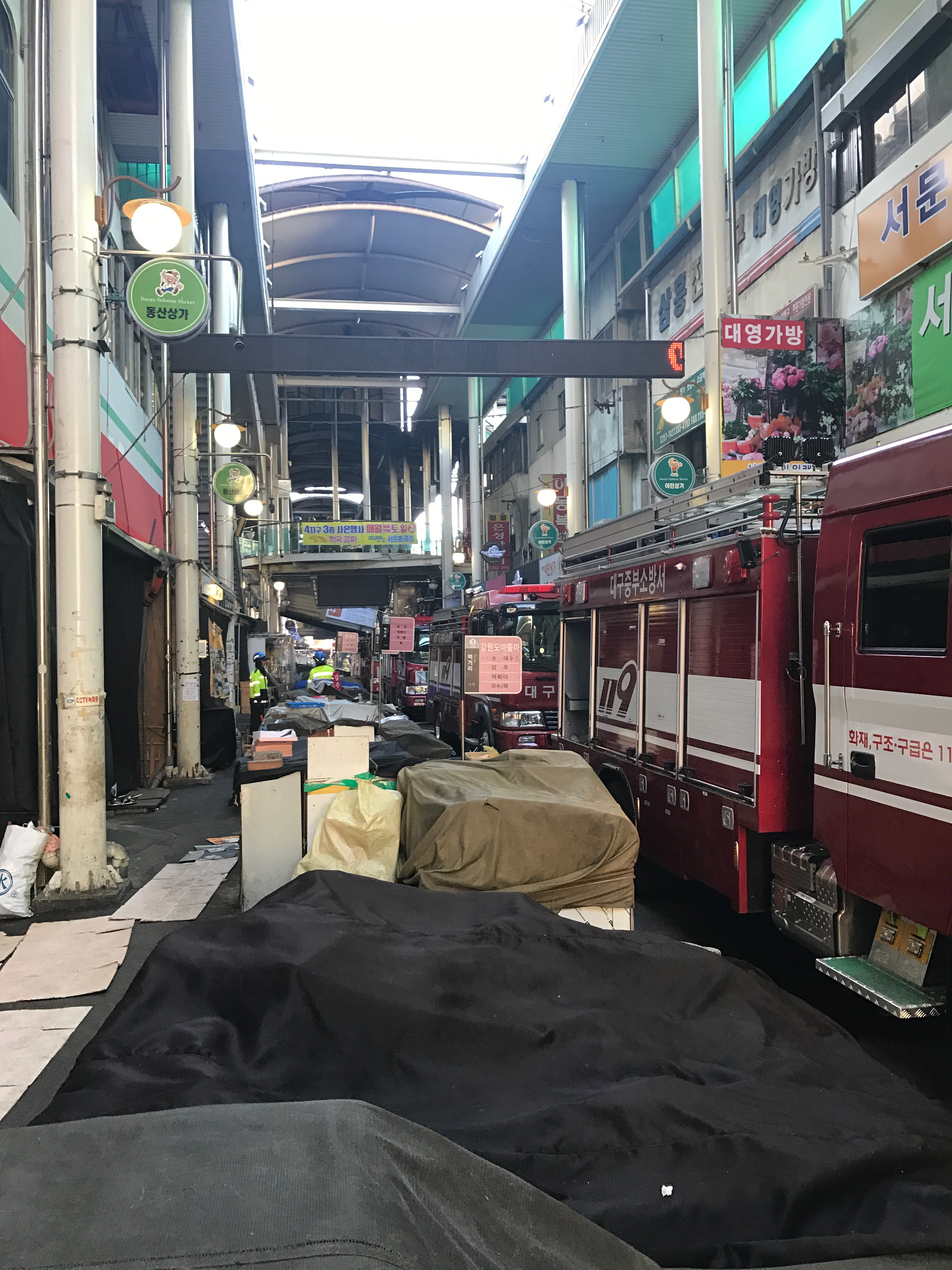
사진의 뒷편에 약간 붕괴된 모습이 보인다.
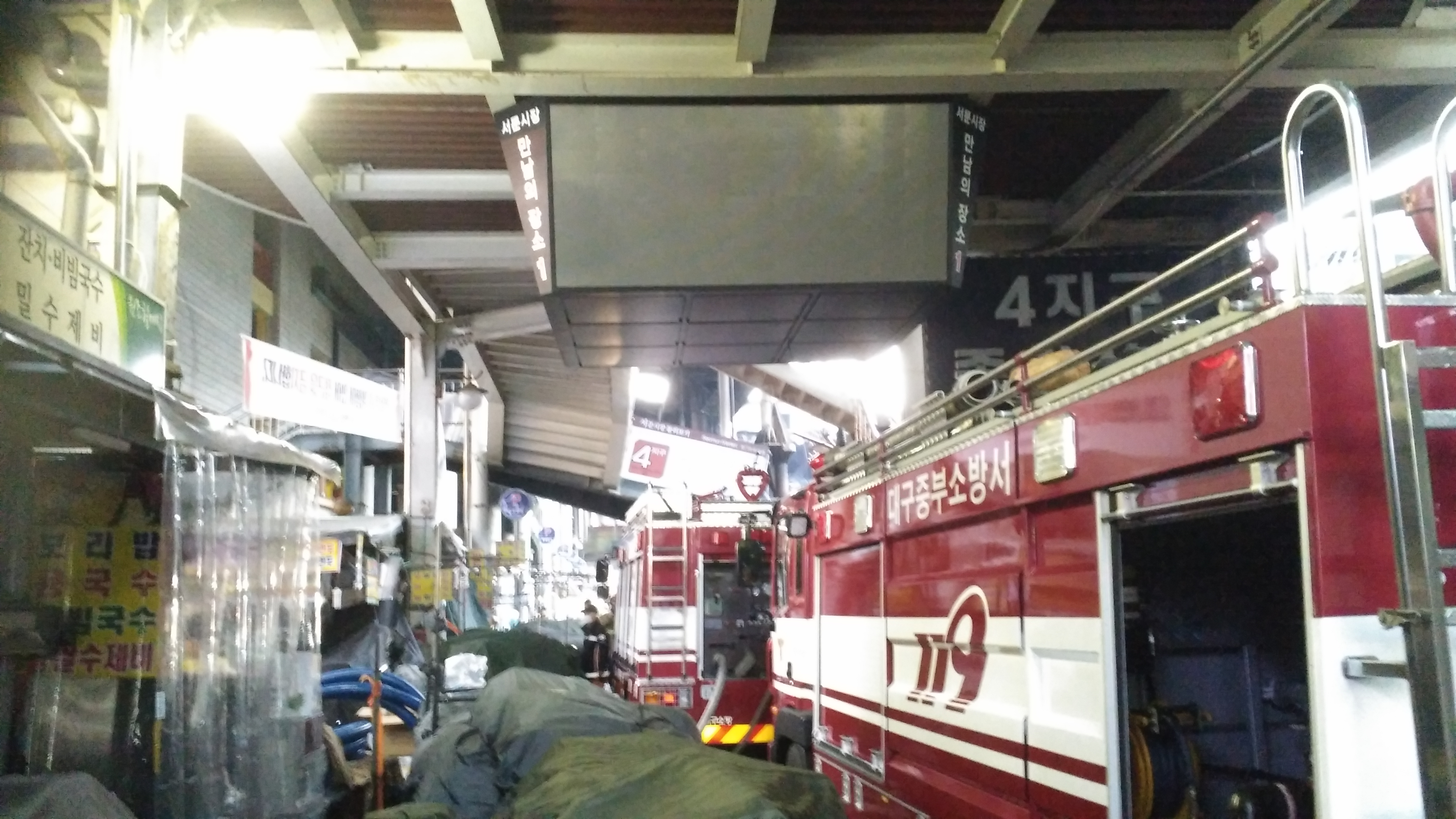
정면에 무너진 고가 통로가 보인다.

## 지구 구성과 취급 품목

### 1지구
730여개 상가
- 1층 - 포목, 면직, 주단, TC, 나염지
- 2층 - 주단, 포목, 수예품, 커튼지, 이불원단, 양복지, 이불

### 2지구
1,100여개 상가
2005년 12월 29일의 화재로 서문시장 2지구는 서구 내당2·3동의 구·롯데마트 건물로 이전하였다. 시민들의 이용 편의를 위하여 서문시장 주차빌딩에서 매시 15분과 45분에 출발하는 셔틀버스를 준비해 놓고 있다.
- 지하 - 어물, 회식당, 반찬류, 폐백, 곡물, 서문프라자
- 1층 - 그릇, 공예품, 판, 자리, 병풍, 이불, 의류, 포목, 건과류, 잡화류, 신발류, 식육점, 식료품
- 2층 - 메리야스, 원단, 잡화, 수예, 양말, 이불, 한복, 커튼지, 타월
- 3층 - 양장지, 양복지. 한복지, 각종면, 커튼지, 이불, Y지, 안감지, 코르덴, 청바지, 면벨벳, 학생복지

### 4지구
600여개 상가
- 1층 - 라사, 양장, 주단, 수예, 마포, 공예, 액세서리, 숙녀복, 남성복, 메리야스, 커튼
- 2층 - 주단, 라사, 수예, 이불, 숙녀복, 아가방, 커튼, 양말, 한복
- 3층 - 숙녀복, 아동복, 남성복, T셔츠, 추리닝(운동복), Y셔츠

### 5지구
400여개 상가
- 1층 - 그릇, 주방용품구 일절, 원단, 청과, 잡화, 플라스틱, 멜라민, 도자기, 상, 이불
- 2층 - 남성복, 숙녀복, 아동복, 캐쥬얼, 추리닝(운동복), Y셔츠, T셔츠, 단체복

### 동산상가
600여개 상가
- 지하 - 스텐, 도자기, 상, 제기, 알루미늄, 플라스틱, 병풍, 자리, 멜라민, 초자, 농악, 불교용구, 요리기구
- 1층 - 남성복, 숙녀복, 수예품, 이불, 공예품, 아동복, 커튼, 액세서리, 각종 잡화
- 2층 - 숙녀복, 신사복, Y셔츠, 메리야스, 란제리, 캐쥬얼, 양말, 모피가방, 단체복, 블라우스,아동복
- 3층 - 숙녀복, 신사복, 아동복, T셔츠, 단체복, 캐쥬얼, 가죽제품 유명할인브랜드

### 건해산물상가
40여개 상가
- 1층 - 건어물 일체

## 교통
- 대구 도시철도 2호선 청라언덕역
- 대구 도시철도 3호선 서문시장역

## 사진

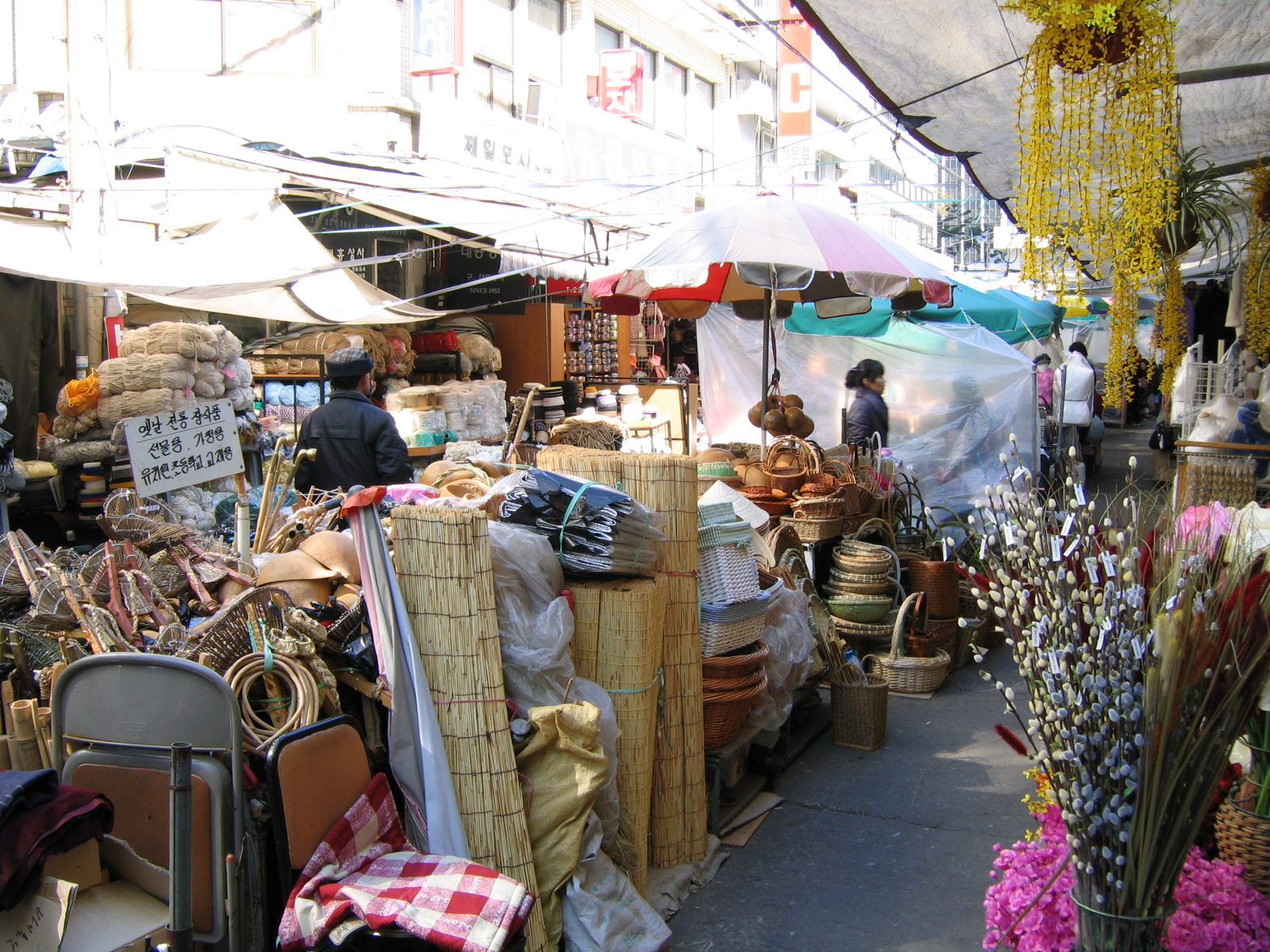
2005년 3월 서문시장
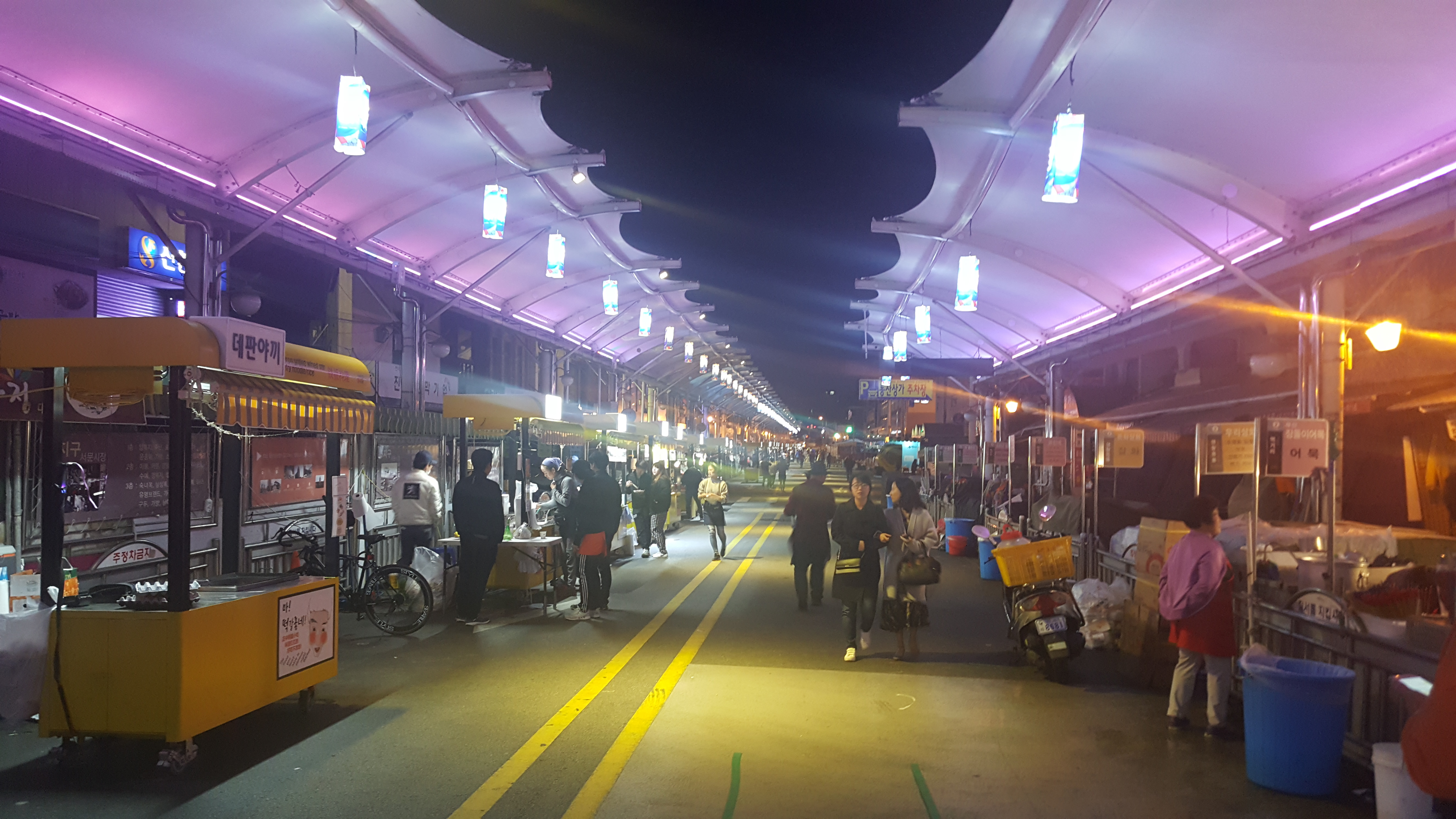
2016년 10월 서문시장

## 정치 성향
- 대구 최대의 전통 시장으로서 서문시장은 과거부터 보수 정당 정치인의 발길이 있었던 공간이다.[5] 정치인이 친서민적인 이미지를 위해서 서민들이 자주 가는 시장으로 찾기도 한다. 이러한 영향으로 인해서 해당 도시 시민들의 정치 성향은 보수에 가깝다. 그래서 문재인 정부 때 문재인 대통령이 이곳을 방문한 적이 있으며, 보수 성향의 지지세가 강하다 보니 기관총 경호를 시도하면서 경호 과잉으로 논란이 되기도 하였다.[6]

## 사고 목록
오래된 전기 설비의 노후화로 인하여 화재 사고가 빈번하게 발생하고 있다. 특히 서문시장의 경우, 이러한 전기시설의 문제로 크고 작은 화재가 반복적으로 일어나 지역 상권과 주민 생활에 심대한 피해를 끼쳐 왔다. 아래에는 서문시장에서 발생한 주요 화재 사고의 사례를 정리하였다.
- 1951년 10월 21일, 한 가게에서 불이 나 서문시장 내 점포 수천동이 불에 타, 약 14억7천5백만원의 피해가 났다.
- 1952년 2월 24일, 양초가 넘어져 발생한 화재로 일대 점포가 폐허가 되어, 불은 순식간에 번져 겉잡을 수 없이 점포를 집어삼켰다.
- 1952년 12월 26일, 한 점포에서 화롯불에서 불이 번져, 현재가치로 수억원의 피해액을 낸 후 불길이 잡혔다.
- 1960년 2월 5일, 과자점서 불이 나 인근 점포 30여개가 전소했다.
- 1960년 6월 16일, 모자점에서 인화물질이 화로에 떨어져 큰 화재가 발생하여, 4명의 경상자가 발생했고 서문시장 상가가 전소했다.
- 1961년 2월 15일, 서문시장 경비원이 창고에 피워놓은 숯불에서 불이 옮겨붙어 화재가 발생하여, 2층건물과 상품창고 1개동, 과자점포 35개가 잿더미로 변했다.
- 1964년 12월 9일, 서문시장 내 상회와 양장점에서 불이 시작돼 41개점포 건물을 전소시키고 2시간만에 진화되어, 인명피해는 없었으나 18가구 80명의 이재민이 발생했다.
- 1967년 1월 1일, 전선 마찰이 원인으로 추정되는 화재가 발생하여, 점포 3백여개를 집어삼킨 화마는 2시간만에 진화됐다.
- 1968년 11월 3일, 식당 근처에서 불이 나 억대의 피해를 내고 진화되어, 점포 270여개와 노점 2백여개가 전소됐고 5백여명의 화재민이 발생했다.
- 1975년 11월 20일, 서문시장 4지구 2층 북편의 상회 부근에서 원인모를 불이 나 4지구 1,2층과 1지구 2층 등이 전소됐다.
- 1975년 12월 17일 서문시장 3지구 1층의 돗자리점에서 불이 나 1,2층 532개점포를 태우고 3시간만에 진화되어, 점포에 쌓아둔 상품을 건지기 위해 불길로 달려든 상인 5명이 중경상을 입었다.
- 1988년 2월 29일 서문시장 내 플라스틱 가게에서 갑자기 불길이 치솟아 인접한 점포로 번져, 이날 화재는 11개 점포를 태우고 1시간 20분만에 진압됐다.
- 1996년 11월 11일, 서문시장 2지구 1층 배전판에서 전기합선이 원인으로 추정되는 화재가 발생하여, 원단창고 4곳으로 불이 번져 3천여만원의 재산피해를 낸 뒤 20분만에 진화됐다.
- 2005년 12월 29일, 원인을 알 수 없는 불이 2지구 1층에서 시작해 2, 3층으로 빠르게 번져, 인명피해는 없었으나 점포 수십여개를 잿더미로 만들었다.
- 2014년 2월 15일, 아진상가 근처에서 불이 일어나 시민 수십 명이 대피하는 소동이 일어났으나, 인명피해와 별다른 재산 피해가 없었다.
- 2016년 11월 30일, 4지구와 1지구에서 불이 나, 4지구의 의류, 원단, 전통 의상 등을 취급하는 점포 839개가 모두 전소되어 상인회 추산 약 1,000억원의 재산 피해가 났다.
- 2020년 9월 11일, 오전 7시 30분 경 2지구의 가방 가게에서 발생한 화재가 발생하였다. 신고를 받고 출동한 소방차량 37대와 소방관 81명이 신속히 현장에 도착해 상황을 확인했으며, 스프링클러가 작동해 큰 피해를 막았다. 화재는 지하 1층 음식점을 운영하는 민병선씨가 영업 준비 중 타는 냄새를 느끼고 1층으로 올라가 발견하였다. 대구소방은 일부 가게가 소실되었지만 인명 피해는 없다고 전했다.[7]

## 같이 보기
- 대구 서문시장 화재사고
- 대구광역시의 시장 목록